# Megadytes guignoti
Megadytes guignoti är en skalbaggsart som beskrevs av Mouchamps 1957. Megadytes guignoti ingår i släktet Megadytes och familjen dykare. Inga underarter finns listade i Catalogue of Life.